# Barnsängsfeber
Barnsängsfeber är en svår febersjukdom som angriper nyförlösta kvinnor, i synnerhet under de första dagarna efter förlossningen. På samma sätt som den närsläktade blodförgiftningen (sepsis) uppträder denna sjukdom under betydligt skiftande former och växlande symptom. Liksom blodförgiftning angriper kroppen via någon yttre skada, så angriper barnsängsfebern via de skador som vid förlossningen uppkommer i kvinnans bäckenorgan. Smittan får sitt fäste i dessa, utvecklar sig hastigt samt förgiftar kroppen, vilket kan leda till att kvinnan dör, och detta ofta inom några få dagar.

## Orsaker
Sjukdomen kan orsakas av att ämnen, som befinner sig i förruttnelse, överförs på en nyligen förlöst kvinna genom den undersökandes fingrar, via instrument, gångkläder, sängkläder och så vidare. Den kan även framkallas genom blodlevrar, rester av moderkakan och dylikt, som stannat i livmodern och där börjat undergå förruttnelse (då så kallad självinfektion äger rum). 

## Sjukdomshistorik
Barnsängsfeber var förr i tiden en vanlig och farlig sjukdom, i dag är den sällsynt och kan behandlas med antibiotika.
Pyemin, en form av blodförgiftning, var i äldre tid ganska vanlig på lasarett och barnbördshus, där ansamlingar av smittämnen fanns. Barnsängsfebern var känd redan under antiken, men fick efter upprättandet av nämnda typer av inrättningar större spridning och kom att orsaka otaliga dödsfall. År 1664 iakttogs barnsängsfebern på sjukhuset Hôtel Dieu i Paris, och därefter hemsökte den gång på gång, i större eller mindre epidemier, nästan all världens och även åtskilliga gånger Sveriges barnbördshus.
Man lärde emellertid med tiden känna sjukdomens spridningssätt. På flera ställen, särskilt i England, lade man märke till att barnsängsfeber ofta angrep ett antal barnaföderskor, som betjänats av samma barnmorska eller samme läkare. Ungraren Ignaz Semmelweis kom att få särskild betydelse för barnsängsfeberns bekämpande. Han hävdade 1847 att sjukdomen berodde på en förgiftning med likgift och framhöll det farliga i att läkare eller studerande sysselsatte sig med anatomiska dissektioner eller obduktioner under den tid som de hade sin verksamhet på förlossningsklinikerna. Han kunde även med statistiskt material bevisa att smittämnena från en patient överfördes med de undersökandes fingrar till friska barnaföderskor och kom slutligen till ungefär samma uppfattning om sjukdomens natur som man hyser i vår tid.
Semmelweis teorier och rekommendationer mötte  inledningsvis stort motstånd, och accepterades mer allmänt först en tid efter hans död 1865.

## Sjukdomens tillbakagång
Genom införandet av en noggrann renlighet, betecknad som antiseptik och aseptik, kom antalet dödsfall i barnsängsfeber att minska kraftigt. Nedanstående tabell visar den procentuella andelen döda i sjukdomen bland 1 000 barnaföderskor i Sverige under senare delen av 1800-talet (uppgifterna publicerades av Wilhelm Wretlind i tidskriften "Jordemodern" i februari 1904): 
| År        | På landsbygden | I städerna | På barnbördshusen |
| --------- | -------------- | ---------- | ----------------- |
| 1861–1865 | 0,08           | 0,81       | 5,61              |
| 1866–1870 | 0,12           | 0,78       | 3,86              |
| 1871–1875 | 0,22           | 0,73       | 3,22              |
| 1876–1880 | 0,20           | 0,51       | 1,22              |
| 1881–1885 | 0,18           | 0,34       | 0,26              |
| 1886–1890 | 0,16           | 0,23       | 0,10              |
| 1891–1895 | 0,17           | 0,20       | 0,13              |
| 1896–1900 | 0,11           | 0,12       | 0,07              |